# 햇살마루도서관
햇살마루도서관은 경기도 오산시 원동 소재의 도서관이다.

## 연혁
- 2007. 05.17 햇살마루도서관 준공
- 2007. 07.18 햇살마루도서관 개관

## 시설현황
- 옥상: 하늘정원
- 4층: 희망소극장, 전시홀, 행복배움터, 어울림터
- 3층: 푸른정보책터, 디지털정보샘터, 이야기방, 도란도란가족방, 지킴이방
- 2층: 새싹책터, 병아리책터, 꿈나라둥지, 사무실
- 1층: 주차장

## 이용 안내
이용 시간
- 평일 09:00 ~ 20:00 / 주말 및 법정 공휴일 09:00 ~ 18:00

휴관일
- 매월 첫째 월요일
- 신정, 설 연휴, 추석 연휴
- 특별한 사유로 필요하다고 인정하는 날